# Decaphora tocatl
Espèce
Decaphora tocatl est une espèce d'araignées aranéomorphes de la famille des Sparassidae.

## Distribution
Cette espèce est endémique du Jalisco au Mexique,. Elle se rencontre vers La Huerta.

## Description
Le mâle holotype mesure 7,10 mm.

## Systématique et taxinomie
Cette espèce a été décrite par Jiménez et Chamé-Vázquez en 2025.

## Publication originale
- Jiménez & Chamé-Vázquez, 2025 : « A new Decaphora Franganillo, 1931 species (Araneae: Sparassidae) from western Mexico. » Arachnology, vol. 20, no 1, p. 138-140.